# Памятник жёнам декабристов (Иркутск)
Памятник жёнам декабристов расположен в Правобережном округе города Иркутска в сквере Волконского. Изображает Марию Волконскую.

## История
В 2009 году конкурс на изготовление проекта памятника декабристкам выиграл творческий коллектив скульптора Михаила Переяславца и архитектора Юрия Волчка. Монумент был изготовлен в городе Жуковском на предприятии «Лит-Арт» за счёт средств иркутского предпринимателя В. Л. Захарова. Памятник обошёлся ему в 17 миллионов рублей.
Церемония открытия состоялась 12 сентября 2011 года. На ней присутствовали мэр Иркутска Виктор Кондрашов, потомки декабристов, прибывшие из Франции и из других городов России.